# Liste des épisodes d'Amazing Spider-Man : Les années en doctorat
Pour un article plus général, voir Liste des épisodes de Spider-Man.
La liste des épisodes d'Amazing Spider-Man : Les années en doctorat est une liste de comic books autour du personnage de Spider-Man.

## Les années en doctorat (#186 - #252)
| | | | | |
| 186 | La menace du caméléon (Chaos in the Chameleon) | Marv Wolfman | Keith Pollard | Novembre 1978 |
| La couverture santé de Peter ne suffit plus à assurer les soins de sa tante ; elle doit être transférée dans un autre hôpital moins coûteux. Betty arrive chez Peter, et lui dit qu'elle a été recrutée par Robbie Robertson comme sa secrétaire. Ils passent la nuit ensemble. Spidey apprend du procureur que l'enquête menée par le tribunal le disculpe des meurtres de Norman Osborn et du capitaine Stacy. Spider-Man doit tenir une conférence de presse mais le Caméléon s'en mêle pour le discréditer à nouveau. Il échoue grâce à l'aide de Flash Thompson. | | | | |
| | | | | |
| 187 | Le pouvoir d'Electro (The power of Elektro) | Marv Wolfman et Jim Starlin | Jim Starlin | Décembre 1978 |
| Spider-Man devient paranoïaque, car cela fait trop longtemps que rien ne lui est arrivé. Il est envoyé par le Bugle en mission dans une zone qui a été fermée au public. En tant que Spider-Man, il y croise Captain America, avec qui il fait équipe pour sauver un enfant qui a été enlevé par Electro. Ce dernier, au terme du combat, va se recharger sur un générateur et provoque une explosion. | | | | |
| | | | | |
| 188 | Quand Puzzle la ramène (The Jigsaw is up) | Marv Wolfman | Keith Pollard | Janvier 1979 |
| Peter et Betty se rendent au chevet de May, qui a été transférée dans un hôpital moins coûteux. Avec Harry, Liz, Flash, Sha-Shan et Betty, Peter participe à une croisière nocturne autour de Manhattan. MJ est venue avec un quarterback d'ESU. Le Puzzle et ses hommes, après avoir enlevé John Jameson, attaquent le bateau pour dévaliser les passagers. Spider-Man intervient mais le Puzzle enlève Liz et Harry pour couvrir sa fuite. Spider-Man le rattrape et le livre à la police. | | | | |
| | | | | |
| 189 | Chabanais de minuit (Mayhem by moonlight) | Marv Wolfman | John Byrne et Jim Mooney | Février 1979 |
| May Parker quitte enfin l'hôpital et part en convalescence dans une clinique. Jameson est desespéré car son fils a été récemment enlevé ; il est réconforté par Marla Madison, dont il s'est rapproché. Peter et Betty finissent par s'embrasser. Jameson se fait enlever par un homme recouvert de bandages. Spider-Man et lui se battent, et quand l'Araignée arrache son masque, il se rend compte qu'il s'agit de l'Homme-Loup, alias John Jameson. | | | | |
| Remarques | Peter et Betty se mettent en couple. | Peter et Betty se mettent en couple. | Peter et Betty se mettent en couple. | Peter et Betty se mettent en couple. |
| | | | | |
| 190 | Sur les traces de l'Homme-loup (In search of the Man-wolf) | Marv Wolfman | John Byrne | Mars 1979 |
| Spider-Man se lance à la poursuite de l'Homme-loup, qui est en fait manipulé par le Dr Spencer Smythe. Jameson ne peut pas se résoudre à tirer sur son fils ; il essaie alors de le faire revenir à la raison en lui parlant de la mort de sa mère, Joan Jameson. Lors de son combat avec Spider-Man, John Jameson retrouve son apparence humaine mais, déçu d'avoir perdu la partie, Smythe active quelque chose à distance depuis son ordinateur, et John tombe dans la rivière Hudson. | | | | |
| | | | | |
| 191 | Recherché pour meurtre...Spider-Man! (Wanted for murder : Spider-Man!) | Marv Wolfman | Keith Pollard et Mike Esposito | Avril 1979 |
| Jameson est persuadé que Spider-Man est responsable de la mort de son fils. Il déclenche une nouvelle campagne de presse contre lui et contacte Spencer Smythe pour qu'il construise un nouveau Spidericide. Celui-ci lui apprend qu'il se meurt, contaminé par les matériaux radioactifs utilisés pour la construction de ses machines. Peter obtient de Mary Jane un rendez-vous pour qu'ils parlent de leur rupture. Alors qu'il vadrouille, le Spidericide attaque Spidey, qui parvient à s'en débarrasser. Il tombe du haut d'un immeuble. Lorsqu'il se réveille, il se retrouve avec J. Jonah Jameson attaché à une bombe. | | | | |
| | | | | |
| 192 | Apocalypse, compte à rebours (24 hours till doomsday) | Marv Wolfman | Keith Pollard et Jim Mooney | Mai 1979 |
| Smythe annonce à Spider-Man et Jameson que la bombe à laquelle ils sont attachés explosera dans 24 heures. Le Dr Curt Connors ne peut rien faire pour la désamorcer, et ils se font attaquer par la Mouche, qui assomme Spidey. Se réveillant, ils retournent dans le laboratoire de Smythe mais découvrent qu'il est mort. Grâce à du liquide de cryogénisation, Spider-Man parvient à se débarrasser de la bombe avant qu'elle n'explose. Peter rate donc la fête organisée par Betty à ESU pour l'obtention de sa licence, et rate son rendez-vous avec MJ. | | | | |
| | | | | |
| 193 | Sur l'aile de la mouche (The wings of the Fearsome Fly) | Marv Wolfman | Keith Pollard | Juin 1979 |
| Peter est anxieux car il pense que Jameson a retiré son masque la veille lorsque, attachés l'un à l'autre, il a été assommé par la mouche. Jameson, remonté contre Peter le lendemain, le vire du Bugle ; Peter se fâche avec Robertson. La Mouche cambriole un musée et Spider-Man tente de l'arrêter, mais il parvient à s'envoler. De retour chez lui, Peter reçoit la visite de Betty mais Ned Leeds, jaloux, surgit et le frappe d'un coup de poing. À la clinique où se remet May Parker, son médecin, le Dr Ludwig Reinehart, reçoit la visite du Cambrioleur, l'assassin de Ben Parker. | | | | |
| | | | | |
| 194 | Chatte Noire qui croise ton chemin (Never let the Black Cat cross your path) | Marv Wolfman | Keith Pollard et Frank Giacoia | Juillet 1979 |
| Jameson se met dans une colère noire lorsqu'il apprend que Peter a été engagé comme photographe en chef au Globe, le concurrent du Bugle. Pendant ce temps, la Chatte noire engage une bande de malfrats pour faire évader un certain Walter Hardy de prison. Spider-Man tente de l'arrêter mais elle le bat et l'embrasse avant de partir. Le criminel qui a tué Ben Parker oblige le Dr Ludwig Reinehart à travailler pour lui. Peter s'inscrit en doctorat à ESU. | | | | |
| Remarques | Première apparition de la Chatte Noire. | Première apparition de la Chatte Noire. | Première apparition de la Chatte Noire. | Première apparition de la Chatte Noire. |
| | | | | |
| 195 | Les neuf vies de la Chatte Noire (Nine lives has the Black Cat) | Marv Wolfman | Keith Pollard et autres | Août 1979 |
| La Chatte Noire fait sortir Walter Hardy de prison et le pose dans son lit, chez lui. Walter est en fait son père, qui est mourant, et elle voulait qu'il meure chez lui. La Chatte Noire s'appelle Felicia Hardy, et a repris le flambeau familial du vol. Spider-Man, qui a le bras cassé à cause de l'écroulement du mur de la prison qu'elle a causé, est arrêté à la fac par Ned et Betty. Ned le morigène et lui dit d'arrêter de voir Betty ; Peter, sur lequel le destin s'acharne, dit qu'il n'a fait que se servir de Betty et qu'il ne veut pas la voir, brisant ainsi son coeur. Flash et Harry ne veulent plus lui parler. Spidey retrouve la Chatte Noire, mais lors de leur affrontement, handicapé par son bras, il ne peut l'empêcher de tomber dans les flots où elle disparaît. Déprimé, il rentre chez lui où l'attend un télégramme avec une terrible nouvelle : sa tante May est morte. | | | | |
| Remarques | Les dessins de ce numéro sont signés par Keith Pollard et « M. Hands », expression utilisée par Marvel pour signifier « Many hands » (« plusieurs dessinateurs »). | Les dessins de ce numéro sont signés par Keith Pollard et « M. Hands », expression utilisée par Marvel pour signifier « Many hands » (« plusieurs dessinateurs »). | Les dessins de ce numéro sont signés par Keith Pollard et « M. Hands », expression utilisée par Marvel pour signifier « Many hands » (« plusieurs dessinateurs »). | Les dessins de ce numéro sont signés par Keith Pollard et « M. Hands », expression utilisée par Marvel pour signifier « Many hands » (« plusieurs dessinateurs »). |
| | | | | |
| 196 | Requiem (Requiem) | Marv Wolfman | Al Milgrom | Septembre 1979 |
| Peter Parker se rend en toute hâte à la clinique où le Dr Reinehart lui confirme la mort de sa tante. Peter rentre à pied sous la pluie, et repense à ceux qu'il aimait qu'il a laissés mourir, dont Gwen, celle qu'il aimait, et maintenant, tante May. Robbie, ne supportant plus que Jameson torde la vérité, démissionne du Bugle. Peter annule les cours qu'il devait assurer à ESU pour la semaine, et annonce la mort de sa tante à Flash, Harry et Sha-Shan. En se rendant dans la maison de May, Peter découvre celle-ci dévastée. Il soupçonne Reinehart, qu'il trouve louche. Dans le costume de Spider-Man, il retourne le voir mais il est capturé par les hommes du Caïd. | | | | |
| | | | | |
| 197 | Le Caïd...ou massacre à minuit (The Kingpin's midnight massacre) | Marv Wolfman | Keith Pollard et Jim Mooney | Octobre 1979 |
| Spider-Man doit affronter le Caïd mais, avec son bras cassé, il finit par être battu. Au moment où le Caïd s'apprête à le tuer, son épouse, Vanessa Fisk, lui dit qu'ils doivent partir, et qu'il doit choisir entre la vie de Spider-Man et leur vie commune. Pour l'amour de sa femme, le Caïd épargne Spider-Man. | | | | |
| | | | | |
| 198 | Mystério...de plus en plus fort (Mysterio is deadlier by the dozen) | Marv Wolfman | Sal Buscema et Jim Mooney | Novembre 1979 |
| Spider-Man est conduit à l'hôpital où est plâtré son bras. Pendant ce temps, Jameson est au bord d'une crise de nerfs. Il se rend au conseil d'administration du Bugle, dont certains membres veulent le faire éjecter. Lors de la réunion, s'emportant contre ceux qui veulent l'exclure, il fait un grave malaise. Le Dr Reinehart prend le dessus sur le malfrat qui a tué Ben Parker et lui raconte qu'il est le premier Mystério, et qu'il s'était fait passer pour mort. Lorsque Spider-Man quitte l'hôpital, il est capturé par Mystério et se réveille enchaîné au fond d'un bassin en train de se remplir d'eau. | | | | |
| | | | | |
| 199 | Me voir...et mourir (Now you see me! Now you die!) | Marv Wolfman | Sal Buscema et Jim Mooney | Décembre 1979 |
| Spider-Man se débat mais ne réussit pas à casser la chaîne qui l'attaque au sol de la pièce remplie d'eau. Avec sa toile, il réussit à défaire la bonde et l'eau s'écoule dans les égouts. Rentré chez lui, il se réveille, après une bonne nuit, le bras complètement guéri. Ses amis viennent chez lui pour le soutenir moralement durant cette épreuve. Peter leur explique qu'il a fait exprès d'être méchant avec Betty pour qu'elle se dégoûte de lui et retourne avec Ned. Cette dernière souhaite cependant toujours divorcer. Spidey repart à la poursuite de Mystério mais celui-ci l'asperge d'un gaz toxique qui le fait s'évanouir. | | | | |
| | | | | |
| 200 | L'arachnide et le malfrat (The Spider and the Burglar...a Sequel) | Marv Wolfman | Sal Buscema et Jim Mooney | Janvier 1980 |
| À cause du gaz de Mystério, Spider-Man se réveille sans ses pouvoirs d'araignée. Sous l'apparence de Peter Parker, il rentre chez lui ; le tueur d'oncle Ben l'attend. Peter est fait prisonnier mais s'échappe et met son costume. Il découvre que May n'est pas morte mais était retenue prisonnière. Les effets du gaz commencent à se dissiper et ses pouvoirs reviennent. Il engage le combat avec le Cambrioleur et lui révèle qu'il est Peter Parker, le neveu de l'homme qu'il a assassiné. Terrifié, le Cambrioleur s'enfuit mais est terrassé par une crise cardiaque. | | | | |
| | | | | |
| 201 | Chasse à l'homme (Man-Hunt) | Marv Wolfman | Keith Pollard | Février 1980 |
| Spider-Man tombe sur le Punisher combattant un gang de malfrats, mais il lui envoie une balle anesthésiante. La santé de Jameson se détériore, et à l'hôpital, il révèle qu'il n'a pas pu démasquer Spider-Man lorsqu'ils étaient accrochés l'un à l'autre. Au Globe, Peter doit coopérer avec une journaliste, April Maye, pour couvrir le procès de Lorenzo Jacobi, un mafieux qui est sous la surveillance du Punisher. Malgré l'intervention de Spidey et du Punisher, ses hommes parviennent à le faire évader. Lorsque Peter retourne à son appartement, il est attendu par le Punisher qui lui annonce qu'il connaît son secret. | | | | |
| | | | | |
| 202 | In Memoriam (One for Those Long Gone) | Marv Wolfman | Keith Pollard et Jim Mooney | Mars 1980 |
| Le Punisher croit que Peter Parker est en cheville avec les gangsters. Soulagé qu'il n'ait pas découvert son identité, Peter lui avoue qu'il a un accord avec Spider-Man pour prendre des photos. Le Punisher apprend à Spider-Man qu'il poursuit Lorenzo Jacobi car c'est un trafiquant de drogue responsable de la mort d'un de ses amis. April Maye s'infiltre dans la bande de Jacobi mais se fait rapidement démasquer. Elle ne doit son salut qu'à l'intervention de Spider-Man et du Punisher. Jacobi s'enfuit mais est écrasé par une voiture. | | | | |
| | | | | |
| 203 | Envoûté, emberlificoté...ébloui (Bewitched, Bothered and Be Dazzled!) | Marv Wolfman | Keith Pollard | Avril 1980 |
| Un soir, Spider-Man aperçoit Dazzler qui se fait pourchasser par une boule de lumière. N'ayant pas confiance en lui, elle refuse son aide. La boule de lumière n'est autre que Luminex qui, grâce aux pouvoirs de Dazzler, reprend forme. À l'aide d'une machine de son invention, il s'empare du corps et de l'esprit de Dazzler qui attaque alors Spider-Man. Spider-Man parvient à inverser les effets de la machine et Luminex retourne dans le néant. | | | | |
| Remarques | Cette histoire se déroule après Peter Parker: Spectacular Spider-Man #20. | Cette histoire se déroule après Peter Parker: Spectacular Spider-Man #20. | Cette histoire se déroule après Peter Parker: Spectacular Spider-Man #20. | Cette histoire se déroule après Peter Parker: Spectacular Spider-Man #20. |
| | | | | |
| 204 | La Chatte Noire retombe sur ses pattes (The Black Cat Always Lands on Her Feet) | Marv Wolfman | Keith Pollard | Mai 1980 |
| La Chatte Noire commet un cambriolage dans un musée lorsque Spidey surgit et l'empêche de voler. Elle s'enfuit. Flash trouve un rendez-vous à Peter avec une étudiante, Dawn Starr, mais il refuse de continuer le rendez-vous lorsqu'il apprend qu'elle sera son étudiante au prochain semestre. Toujours paranoïaque, Jameson erre dans les rues tandis que Robbie, qui l'a remplacé temporairement à la tête du Bugle, devient à son tour irascible. La Chatte Noire parvient enfin à s'emparer de la statuette qu'elle convoitait et vole un magnifique rubis. | | | | |
| | | | | |
| 205 | D'amour et de guerre (...In Love and War) | David Michelinie | Keith Pollard | Juin 1980 |
| La Chatte Noire poursuit ses larcins. Dawn Starr retrouve Peter et l'embrasse, et il accepte finalement d'avoir un rendez-vous romantique avec elle. Il découvre qu'elle n'est sortie avec lui que pour pouvoir avoir accès aux sujets d'examen. Spider-Man se rend chez la Chatte Noire qui lui apprend qu'elle a commis tous ses vols par amour pour lui. Il constate qu'elle a reporté sur lui l'amour qu'elle avait pour son défunt père et il l'engage à restituer son butin et à consulter un médecin. | | | | |
| | | | | |
| 206 | Folie méthodique (A Method in His Madness) | Roger Stern | John Byrne et Gene Day | Juillet 1980 |
| Jameson a perdu la mémoire et a été recueilli par Jonas Harrow, un savant qui se livre à des expérimentations sur le contrôle des émotions. Il lui apprend que depuis plusieurs semaines il lui envoie un faisceau d'ondes perturbatrices lorsqu'il est à son bureau. Il lui en fait la démonstration immédiate et tout le personnel du Bugle en vient aux mains. Peter parvient à résister et à faire évacuer tout le monde en déclenchant l'alarme incendie. Il retrouve le générateur d'ondes, parvient à le détruire et à arrêter Jonas Harrow. Jameson retrouve son état normal et son attitude vindicative uniquement envers Spider-Man. | | | | |
| | | | | |
| 207 | La vengeance de Mesméro (Mesmero's Revenge) | Stan Lee, Dennis O'Neil et Jim Mooney | P. Marcos | Août 1980 |
| Peter a un rendez-vous avec Debra Whitman d'ESU ; elle lui propose d'aller dîner ensemble, mais Peter décline en prétextant un examen. Peter met son costume et va voir l’illusionniste Mesméro, qui lui propose de s'associer pour monter un spectacle. Mesméro use de son pouvoir hypnotique pour se venger des critiques qui l'ont mal jugé. Spider-Man s'interpose et arrête Mesméro avant qu'il ne provoque l'incendie du théâtre dans lequel il a enfermé plusieurs critiques. En sauvant un homme qui voulait se suicider depuis un pont, Spider-Man repense à la mort de Gwen. | | | | |
| | | | | |
| 208 | Fusion (Fusion) | Dennis O'Neil | John Romita Jr. (structure), Al Milgrom et Brett Breeding | Septembre 1980 |
| Hubert Fusser, un homme de petite taille, est un brillant savant alors que son frère jumeau n'est qu'un vulgaire balayeur. Au cours d'une expérience scientifique, Hubert est irradié et lorsque son frère se porte à son secours, il fusionne en un être de lumière et d'énergie mais ayant gardé les esprits de chacun d'eux. Spider-Man n'arrive pas à l'arrêter car il absorbe toute forme d'énergie. Mais les deux esprits s'affrontent car le savant est enivré par ce nouveau pouvoir alors que son jumeau en voie toute l'horreur et veut retrouver sa vie d'avant. Spider-Man parvient enfin à séparer les deux frères ce qui entraîne la disparition de Fusion. | | | | |
| | | | | |
| 209 | Mon honneur est en jeu (To Salvage My Honor) | Dennis O'Neil | Alain Weiss | Octobre 1980 |
| Kraven revient à New York et, poussé par sa maîtresse Calypso, il défie une nouvelle fois Spider-Man afin de retrouver son honneur perdu. Debra Whitman est inquiète parce que son oncle, qui détient une usine près des docks, est menacé par des criminels. Spidey n'a pas le temps de s'occuper de cela qu'il doit affronter Kraven au muséum d'histoire naturelle. De nouveau vainqueur, Kraven est interdit de séjour. Calypso et lui sont arrêtés par la police. | | | | |
| Remarques | Première apparition de Calypso et de Spider-Woman. | Première apparition de Calypso et de Spider-Woman. | Première apparition de Calypso et de Spider-Woman. | Première apparition de Calypso et de Spider-Woman. |
| | | | | |
| 210 | La prophétie de Madame Web (The Prophecy of Madame Web) | Dennis O'Neil | John Romita Jr. et Joe Sinnott | Novembre 1980 |
| Des truands attaquent la rédaction du Globe. Spider-Man s'interpose mais ne peut parvenir à empêcher l'enlèvement de Clayton, la propriétaire. Spidey remonte la trace d'un des coupables à partir d'une publicité pour une voyante, Madame Web. Spidey va la voir. Celle-ci connaît son identité secrète, et l'aide en lui apprenant que la personne qui a été enlevée n'est pas la vraie Clayton mais Belinda Bell, actrice et mannequin. Spider-Man la délivre et fait avouer ses cirmes à Rupert Dockery. Le Globe étant liquidité, Peter perd son poste. Madame Web lui annonce qu'il retrouvera bientôt un travail, et Jameson essaie de lui téléphoner pour lui proposer du travail. | | | | |
| | | | | |
| 211 | Spider-Man et le fléau des mers (Man-Hunt) | | | Décembre 1980 |
| Namor essaie d'empêcher les hommes de la surface d'immerger un générateur qui risque de perturber les courants marins. Debra Whitman se fait du souci pour son oncle qui commande le bateau chargé de transporter le générateur et qui a été confronté à plusieurs sabotages. Spider-Man accepte de prendre place sur le bateau qui rapidement est attaqué par Namor. Spider-Man doit user de ruse pour affronter un ennemi plus fort que lui. Il arrive finalement à trouver un compromis, le générateur étant placé dans une zone où il ne perturberait pas les courants marins. | | | | |
| | | | | |
| 212 | Un nouveau vilain est né (The coming of Hydro-Man) | Dennis O'Neil | John Romita Jr. et Jim Mooney | Janvier 1981 |
| Spider-Man assiste à la mise à l'eau d'un générateur. Lorsque le câble qui retient l'engin casse, il doit intervenir mais Morris Bench, un marin, tombe à l'eau. Spider-Man le récupère, apparemment indemne. Revenu au port, Bench ne se sent pas bien et dégouline. Il se transforme en une flaque d'eau. Jugeant Spider-Man responsable de son état, il le cherche dans toute la ville pour se venger. Peter doit abandonner son rendez-vous avec Debra pour aller à la rencontre d'Hydro-Man. Il le bat et Hydro-Man finit par se retransformer en flaque d'eau et s'évapore sous le soleil. | | | | |
| | | | | |
| 213 | Tout ce qu'ils veulent c'est te tuer Spider-Man... (All they want to do is kill you Spider-Man) | Dennis O'Neil | John Romita Jr. | Février 1981 |
| Un mystérieux homme fait évader le Sorcier de la prison de Rikers Island. Son but est de tuer Spider-Man. Pendant ce temps, Peter fait la connaissance d'une charmante voisine dont il tombe sous le charme. Lors d'un rendez-vous romantique sur un bateau, Debra embrasse Peter. Spidey et le Sorcier s'affrontent, et ce dernier déclenche un incendie afin de forcer Spider-Man à se montrer. Le héros sauve les habitants de l'immeuble en feu lorsqu'il s'aperçoit qu'un vieil ivrogne est resté endormi. Il se précipite mais, fragilisé par l'incendie, le toit s'effondre. | | | | |
| | | | | |
| 214 | Trahison (Then shall we both be betroyed) | Dennis O'Neil | John Romita Jr. et Jim Mooney | Mars 1981 |
| Spidey sauve l'ivrogne du brasier. Peter et tous les habitants de l'immeuble sont logés à l'hôtel en attendant que l'immeuble soit reconstruit. Le Sorcier est déçu de ne pas avoir pu tuer Spider-Man, et fait évader deux nouveaux prisonniers : l'Homme-Sable et le Piégeur. Un atlante a assisté à la scène et part en rendre compte à Namor, qui se rend en toute hâte à New York et s'en prend à la jolie voisine de Peter Parker. Spider-Man intervient et sauve la jeune femme. Il affronte ensuite Namor sur le toit de l'hôtel quand font leur apparition le Sorcier, l'Homme-Sable et le Piégeur accompagnés de Llyra, ennemie jurée de Namor. Le Sorcier utilise un curieux rayon contre Spider-Man et Namor. | | | | |
| | | | | |
| 215 | Que justice soit faite (By my powers shall I be vanquished) | Dennis O'Neil | John Romita Jr. et Jim Mooney | Avril 1981 |
| Spider-Man et Namor sont sonnés par le rayon du Sorcier. Mal en point, Peter se rend chez Debbie. Elle le soigne et lui prépare un repas, mais Peter, insensible, décide de partir avant. Spider-Man se rend chez sa belle voisine mais, bien que son sens d'araignée ne l'ait pas averti, se fait assommer par l'Homme-Sable. Namor et Spidey battent leurs adversaires, mais lorsqu'il retourne chez sa jolie voisine, Spidey est attaqué au couteau par elle. Elle reprend sa véritable apparence, celle de Llyra. Namor surgit alors, assomme Llyra et la ramène à Atlantis. | | | | |
| | | | | |
| 216 | Le marathon (Marathon) | Dennis O'Neil | John Romita Jr. et Jim Mooney | Mai 1981 |
| Peter Parker est déprimé après avoir constaté qu'il avait été envoûté par Llyra. Dans le métro, il se dit que même sa relation avec Mary Jane n'a pas réussi à lui faire oublier Gwen Stacy. Il se rend chez Debra mais celle-ci s'est trouvé un nouveau petit ami. Il se rend à l'hôpital où on lui diagnostique une entorse et surprend une conversation qui lui apprend qu'un crime va être commis pendant le prochain marathon de New York. Blessé, il ne peut se lancer à la poursuite des criminels. Il décide de faire appel aux dons de voyance de madame Web afin qu'elle découvre où va être commis ce crime et qui va en être la victime. Spider-man repère les deux tireurs et les assomme en leur faisant tomber dessus le toit d'une citerne d'eau. | | | | |
| | | | | |
| 217 | Un duo d'enfer (Here's mud in your eye) | Dennis O'Neil | John Romita Jr. et Jim Mooney | Juin 1981 |
| Spider-Man livre les deux bandits à la police lorsqu'Hydro-Man sort brusquement de la citerne et s'enfuit. Peter croise Debra et Biff Rifkin, son nouveau petit-ami, qui fait exprès de l'enfoncer. Pendant ce temps, l'Homme-Sable flirte avec Sadie Frickett, une ancienne prostituée ; cela rend Hydro-Man jaloux. Ils se battent, mais Sadie leur propose d'être amis et accepte de sortir avec les deux hommes en même temps. Ils rivalisent en lui volant des objets de luxe. Spidey n'arrive pas à les arrêter car ils font équipe. Au dernier moment, Spider-Man esquive leur attaque combinée qui les fait fusionner : une énorme créature faite de boue émerge de l'eau. | | | | |
| | | | | |
| 218 | L'amour est aveugle (Eye of the beholder) | Dennis O'Neil | John Romita Jr. | Juillet 1981 |
| Sadie Frickett est défendue au tribunal par Matt Murdock. Peter croise Debra et lui propose d'aller prendre un café, afin qu'ils se réconcilient, mais son récent petit-ami, Biff, arrive à ce moment-là. Peter est envoyé par le Bugle pour couvrir l'ouverture d'un spectacle de Broadway, dont le clou est l'Homme de Boue. Lorsque la créature voit Frickett embrasser un homme sur scène, elle devient folle de rage. Spider-Man la bat. | | | | |
| Remarques | Peter Parker: Spectacular Spider-Man #56 se déroule après la victoire de Spider-Man sur l'Homme de Boue. | Peter Parker: Spectacular Spider-Man #56 se déroule après la victoire de Spider-Man sur l'Homme de Boue. | Peter Parker: Spectacular Spider-Man #56 se déroule après la victoire de Spider-Man sur l'Homme de Boue. | Peter Parker: Spectacular Spider-Man #56 se déroule après la victoire de Spider-Man sur l'Homme de Boue. |
| | | | | |
| 219 | Derrière les barreaux (Peter Parker...Criminal) | Dennis O'Neil | Luke McDonnell | Août 1981 |
| Spidey se rend pour prendre des photos à la prison de Rikers. Il se rend compte que des criminels sont en train de s'enfuir, avec la bénédiction de certains policiers corrompus. Se rhabillant en Peter Parker pour prendre des photos, il est arrêté. Matt Murdock le défend au tribunal mais il est incarcéré. Les habitants de la maison de retraite de tante May se cotisent pour le faire sortir. Spidey retrouve l'appareil photo avec lequel il avait pris des photos sur la prison, ce qui permet de l'innocenter. | | | | |
| | | | | |
| 220 | Un cercueil pour Spider-Man (A coffin for Spider-Man) | Michael Fleischer | Bob McLeod | Septembre 1981 |
| Une vague de vols s'abat sur New York. Moon Knight participe à une compétition que tiennent les milieux hors-la-loi de la ville : voler les biens qui ont le plus de valeur possible. Son objectif est d'infiltrer le plus profondément possible la mafia. Malheureusement, l'exercice final pour être accepté comme l'un des leurs est de tuer un ennemi de la mafia : Spider-Man. Les deux héros s'allient pour capturer les criminels qui ont mis ce concours en place. May, encore faible du coeur, fait un malaise momentané dans sa maison de retraite. | | | | |
| Remarques | Première apparition de Moon Knight. | Première apparition de Moon Knight. | Première apparition de Moon Knight. | Première apparition de Moon Knight. |
| | | | | |
| 221 | La musique adoucit les mœurs (Blues for lonesome pinky) | Dennis O'Neil | Alan Kupperberg | Octobre 1981 |
| Peter est convoqué par le doyen de sa faculté, qui s'inquiète de ses résultats. Il surprend une conversation : le docteur Kissick, qui considère être le meilleur biochimiste de l'université, exige une promotion, qu'il n'obtient pas. En voyant Spidey sur le campus, le géant fou Ramrod lui fonce dessus, manquant de tuer des étudiants, et s'échappe. Le voisin de Peter, Pincus, l'invite à son spectacle dans la soirée. Il croise Bif Rifkin et Debra Whitman, qui est un peu triste d'avoir cassé avec Peter. Le restaurant propose une bière gratuite à tout le monde, mais ceux qui ont bu la bière deviennent rapidement fous. C'est le docteur Kissick qui a créé le poison qui a été inséré dans la bière, forcé par des malfrats. Spidey utilise l'antidote pour régler le problème. | | | | |
| | | | | |
| 222 | Un tourbillon de folie (Faster than the eye) | Bill Mantlo | Bob Hall | Novembre 1981 |
| Alors que Spider-Man vadrouille en ville et prend des photos de lui-même pour payer son loyer, il remarque des joailleries en train d'être dévalisées par un grand tourbillon. Il s'agit du Speed Demon, qui court si vite que Spidey n'arrive pas à l'arrêter. Alors que Peter est dans un centre commercial huppé, le Speed Demon frappe à nouveau. Enfilant son costume, il piège le centre commercial de sorte à vaincre son adversaire. Jameson n'accepte pas sa photo car elle montre Spidey sous un jour trop héroïque.trop héroïque. | | | | |
| | | | | |
| 223 | La nuit des grands singes (Night of the ape) | Dennis O'Neil et J. M. DeMatteis | John Romita Jr. | Décembre 1981 |
| Septembre : c'est la rentrée à ESU. Alors que Peter quitte le campus, une alarme se déclenche dans la bibliothèque de l'université. S'y rendant costumé en Spider-Man, le héros tombe sur des grands singes - les Super Singes. Ils sont dirigés par le Fantôme Rouge. Peter invite Roger, l'étudiant qui a découvert les Super Singes, à une soirée étudiante ; introverti, il est moqué par ses camarades, qui mettent de l'alcool dans son verre. Il quitte la soirée après s'être fait moquer par les étudiants. Spidey bat les Super Singes, mais le Fantôme Rouge s'échappe. Des étudiants vont voir Roger le lendemain, qui est devenu populaire grâce à son aventure avec Spider-Man. | | | | |
| | | | | |
| 224 | (Let Fly These Aged Wings!) | Roger Stern | John Romita Jr. et Pablo Marcos | Janvier 1982 |
| Le couple que May forme depuis peu avec Nathan Lubensky lui donne envie de faire de l'exercice physique. Lubensky croise justement Adrian Toomes à la maison de retraite. Sans le faire exprès, il remotive Toomes à ne pas se considérer comme un vieillard inutile : Toomes reconstruit ses ailes et s'échappe. Il reprend des vols en série. Au Bugle, Peter est dépassé par son photographe concurrent, Lance Bannon. Peter se rend à la maison de retraite pour dîner avec Lubensky et May, et tombe sur Toomes. Il enfile son costume et le bat. | | | | |
| Remarques | Début du run scénarisé par Roger Stern et dessiné par John Romita Jr., qui dure jusqu'à ASM #250. Cette histoire se déroule après que May et Nathan Lubensky se soient fiancés dans Peter Parker: Spectacular Spider-Man #47 et après avoir sauvé Lubensky dans PP:SSM #56. | Début du run scénarisé par Roger Stern et dessiné par John Romita Jr., qui dure jusqu'à ASM #250. Cette histoire se déroule après que May et Nathan Lubensky se soient fiancés dans Peter Parker: Spectacular Spider-Man #47 et après avoir sauvé Lubensky dans PP:SSM #56. | Début du run scénarisé par Roger Stern et dessiné par John Romita Jr., qui dure jusqu'à ASM #250. Cette histoire se déroule après que May et Nathan Lubensky se soient fiancés dans Peter Parker: Spectacular Spider-Man #47 et après avoir sauvé Lubensky dans PP:SSM #56. | Début du run scénarisé par Roger Stern et dessiné par John Romita Jr., qui dure jusqu'à ASM #250. Cette histoire se déroule après que May et Nathan Lubensky se soient fiancés dans Peter Parker: Spectacular Spider-Man #47 et après avoir sauvé Lubensky dans PP:SSM #56. |
| | | | | |
| 225 | (Fools...Like Us!) | Roger Stern | John Romita Jr. et Bob Wiacek | Février 1982 |
| Peter donne un cours à ESU, malgré un auditoire endormi. Dans la soirée, alors que le professeur McNamara corrige des copies dans l'obscurité de son bureau, il est attaqué par le deuxième Foolkiller. Spidey arrive à sa rescousse et le fait fuir. Après avoir parlé à son étudiant, Greg Salinger, puis à Debra Whitman, Peter comprend l'identité du Foolkiller. Il le démasque : il s'agit de Salinger. | | | | |
| Remarques | Cette histoire se déroule après Peter Parker: Spectacular Spider-Man #62. | Cette histoire se déroule après Peter Parker: Spectacular Spider-Man #62. | Cette histoire se déroule après Peter Parker: Spectacular Spider-Man #62. | Cette histoire se déroule après Peter Parker: Spectacular Spider-Man #62. |
| | | | | |
| 226 | (But the Cat Came Back...) | Roger Stern | John Romita Jr. et Jim Mooney | Mars 1982 |
| Grâce à Spidey, la police emmène Salinger dans un hôpital psychiatrique. C'est là que Felicia Hardy a été envoyée. Elle révèle qu'elle avait fait croire à Spidey qu'elle avait un problème mental car elle savait qu'il était plus facile de s'évader d'un asile que d'une prison. En ville, le capitaine Jean DeWolff lui apprend la nouvelle. Felicia veut retrouver Spidey, et lui donne rendez-vous au lieu de leur première rencontre. Elle lui propose de faire une trêve pour donner une chance à leur relation ; le héros refuse. Elle s'échappe et lui donne rendez-vous à un bal où se retrouvera la pègre. Ils dansent un slow et réussissent ensemble à arrêter des bandits. Ils s'embrassent sous le clair de lune. | | | | |
| Remarques | Première apparition de Jean DeWolff dans Amazing Spider-Man. | Première apparition de Jean DeWolff dans Amazing Spider-Man. | Première apparition de Jean DeWolff dans Amazing Spider-Man. | Première apparition de Jean DeWolff dans Amazing Spider-Man. |
| | | | | |
| 227 | (Goin' Straight!) | Roger Stern | John Romita Jr. et Jim Mooney | Avril 1982 |
| Spidey se rend au bureau de Jean DeWolff pour lui demander pourquoi elle n'a pas parlé du rôle positif joué par la Chatte Noire dans l'arrestation des criminels. DeWolff répond que la Chatte reste du côté de la criminalité pour le moment. En rentrant chez lui, Spidey se questionne sur sa vie personnelle : depuis Gwen, il n'a plus eu de relation stable, et il doute de pouvoir aimer autant à nouveau après sa mort. La nuit même, l'Araignée arrête Felicia, qui est en train de voler à nouveau, alors qu'elle lui avait promis de se ranger. Il la capture mais elle tombe dans l'eau, enroulée dans sa toile ; Spider-Man, craignant qu'elle ne meure en coulant, part la chercher, mais ne la trouve pas. | | | | |
| | | | | |
| 228 | (Murder by Spider) | Jan Strnad | Rick Leonardi | Mai 1982 |
| Des attaques en série ont lieu, et les coupables semblent être des araignées. Spider-Man est immédiatement accusé, d'autant plus qu'il lui est arrivé plusieurs fois de perdre la raison et de s'attaquer violemment à des criminels. Une des victimes, Adlai Schmidt, est retrouvé mort et ses objets sont vendus aux enchères. Peter emmène Debra pour essayer de se réconcilier avec eux, mais il doit la quitter lorsqu'il se met à pister un étrange collectionneur. Spidey découvre l'homme derrière tous ces meurtres et le livre à la police. | | | | |
| | | | | |
| 229 | (Nothing can stop the Juggernaut!) | Roger Stern | John Romita Jr. et Jim Mooney | Juin 1982 |
| Peter est contacté par Madame Web, qui sent qu'elle allait être attaquée dans les 24 prochaines heures, et qui lui demande son aide. Le mutant Black Tom Cassidy s'allie avec le Fléau pour enlever Web. Peter se rend au Bugle, où arrive Betty Brant. Cette dernière est en train de se rabibocher avec Ned Leeds, et remercie Peter de les avoir aidés à se remettre ensemble. Madame Web appelle alors Peter pour lui dire qu'elle va être attaquée. Spidey échoue à arrêter le Fléau et il arrive chez Madame Web. Spidey lui dit que s'il la fait quitter son appareil de survie, elle mourra. Le Fléau part alors. Spidey essaie de garder Web en vie le temps que l'ambulance arrive. Elle est transportée entre la vie et la mort tandis que Peter repense à tous ceux qu'il a laissés mourir par le passé. | | | | |
| Remarques | Première apparition de Black Tom Cassidy et du Fléau. | Première apparition de Black Tom Cassidy et du Fléau. | Première apparition de Black Tom Cassidy et du Fléau. | Première apparition de Black Tom Cassidy et du Fléau. |
| | | | | |
| 230 | (The Unbeatable foe) | Roger Stern | John Romita Jr. et Jim Mooney | Juillet 1982 |
| Spidey pourchasse le Fléau mais il est à nouveau battu. Betty devient la secrétaire personnelle de Robertson au Bugle. L'Araignée réussit à battre le Fléau en le coulant dans du ciment. Lorsqu'il va à l'hôpital pour vérifier si Madame Web va bien, celle-ci a perdu la mémoire et ses capacités psychiques. | | | | |
| | | | | |
| 231 | (Caught in the act...) | Roger Stern | John Romita Jr. et Jim Mooney | Août 1982 |
| Ned part enquêter dans un endroit dangereux de la ville, ce qui inquiète Betty. Elle téléphone à Debra, qui travaille à l'administration d'ESU, et qui soupçonne Peter d'être Spider-Man. Spidey suit Ned et Marla dans les entrailles de New York lorsqu'ils se font attaquer par le Cobra. Spider-Man les sauve et part à l'attaque. Il réussit à battre le Cobra lorsqu'arrive un homme gigantesque qui se fait appeler Mr. Hyde. | | | | |
| Remarques | Cette histoire se déroule après Peter Parker: Spectacular Spider-Man #68. | Cette histoire se déroule après Peter Parker: Spectacular Spider-Man #68. | Cette histoire se déroule après Peter Parker: Spectacular Spider-Man #68. | Cette histoire se déroule après Peter Parker: Spectacular Spider-Man #68. |
| | | | | |
| 232 | (Hyde...In Plain Sight!) | Roger Stern | John Romita Jr. et Jim Mooney | Septembre 1982 |
| Peter ne réussit pas à battre Mr. Hyde. Il doit sauver un individu qui tombe du haut d'un immeuble, pour se rendre compte après qu'il s'agit de Lance Bannon, son photographe concurrent du journal. Peter se rend à son bureau à ESU, qu'il vide : il n'en a plus besoin depuis qu'il a quitté son poste d'assistant professeur (PP:SSM #68). Il part sans se rendre compte que ses amis, dont Debra, avaient organisé une fête d'adieu pour lui. | | | | |
| | | | | |
| 233 | (Where the @¢%# Is Nose Norton?) | Roger Stern | John Romita Jr. et Jim Mooney | Octobre 1982 |
| Jameson a besoin de retrouver un certain Nose Norton, et propose aux employés de son journal une récompense de 1500$ pour celui qui pourra lui ramener l'individu. Peter part en chasse et faillit rentrer dans Amy, l'ex-petite-amie de Lance Bannon, qui est impressionnée par ses réflexes. Il enquête et retrouve Norton sur un ferry, où il croise le reporter du Bugle, Ben Urich. Norton est enlevé par la Tarentule. | | | | |
| | | | | |
| 234 | (Now Shall Will-O'-The-Wisp Have His Revenge!) | Roger Stern | John Romita Jr. et Dan Green | Novembre 1982 |
| Peter croise à nouveau Amy Powell au Bugle, qui essaie de le séduire. Peter s'échape de la conversation, toujours sous le coup de la mort de la Chatte Noire. Il se dit que plus aucune femme ne lui avait plu autant depuis la mort de Gwen. Peter apprend que le labo privé de la Brand Corporation est en train d'essayer de créer un deuxième Spider-Man en faisant subir une expérience à la Tarentule. Alors que Spidey essaie d'arrêter l'expérience et que des gardes armés arrive, la Tarentule mute en une araignée géante. | | | | |
| | | | | |
| 235 | (Look Out There's a Monster Coming!) | Roger Stern | John Romita Jr. et Frank Giacoia | Décembre 1982 |
| Ned et Robbie sont invités dans le spacieux nouveau bureau de Jameson. Il demande à Ned de tuer dans l'oeuf son enquête sur l'entreprise Brand, à la demande du ministère de la Justice, bien que cela aille contre ses convictions. Spidey se bat contre Wisp lorsqu'il le trouve en train de menacer Melvin, le patron de la Brand. Mais Tarentule, toujours mutée en une araignée géante, arrive. | | | | |
| | | | | |
| 236 | (Death Knell!) | Roger Stern | John Romita Jr. et Frank Giacoia | Janvier 1983 |
| Peter et Wisp s'allient pour battre la Tarentule. Après un long combat dans la rue, elle meurt. Spidey réussit à prouver la culpabilité de la Brand Corporation, dont le chef est arrêté. Alors que Peter et Robbie font un bilan de cette affaire au Bugle, ils entendent pendant la coupure de presse une publicité pour la Brand Corporation, insinuant qu'elle n'est pas encore à bas. | | | | |
| | | | | |
| 237 | (High & Mighty!) | Roger Stern et Bill Mantlo | Bob Hall et Frank Giacoia | Février 1983 |
| Peter arrive presque à la fin de sa première année de master. Pendant ce temps, l'Homme aux échasses cherche à revenir dans le milieu du crime après avoir été défait par Daredevil (Daredevil #186). Peter le croise dans le métro et son sens d'araignée s'agite. L'Homme aux échasses profite de ce que Peter est victime d'un pickpocket pour s'échaper du métro, et s'infiltre dans une usine de Tony Stark. Spidey est pris au piège dans une salle avec des rayons laser, mais réussit à les esquiver. | | | | |
| | | | | |
| 238 | (Shadow of Evils Past!) | Roger Stern | John Romita Jr. et John Romita Sr. | Mars 1983 |
| Tante May signe les papiers officiels pour transformer la maison d'enfance de Peter en une maison de retraite payante. Un braqueur de banque en cavale manque de tuer May et son fiancé à la sortie de sa maison. Peter enfile son costume et le traque, prend des photos pour le journal, mais le perd dans les égouts. Le braqueur tombe par hasard sur un repère souterrain du Bouffon Vert. Alors que Robbie raccompagne Peter chez lui, ils apprennent qu'un des entrepôts de Norman Osborn est en feu. Peter s'y rend. Une mystérieuse figure sombre s'éloigne de la scène et tue le braqueur de banque. Il modifie l'équipement du Bouffon Vert et devient le Super-Bouffon. | | | | |
| Remarques | Première apparition du Super-Bouffon. Tante May devient gérante d'une maison de retraite. | Première apparition du Super-Bouffon. Tante May devient gérante d'une maison de retraite. | Première apparition du Super-Bouffon. Tante May devient gérante d'une maison de retraite. | Première apparition du Super-Bouffon. Tante May devient gérante d'une maison de retraite. |
| | | | | |
| 239 | (Now Strikes the Hobgoblin!) | Roger Stern | John Romita Jr. et Frank Giacoia | Avril 1983 |
| Spider-Man est inquiet, car la Chatte Noire est en traitement intensif à l'hôpital. Il passe voir Madame Web, qui n'a pas retrouvé la mémoire. Pendant ce temps, Amy Powell, qui sort encore avec Lance Bannon, attise consciemment sa jalousie en parlant de Peter. Elle l'invite à dîner, mais il refuse. Spidey se rend à l'une des anciennes planques du Bouffon et tombe sur le Hobgoblin, le Super-Bouffon. | | | | |
| Remarques | Cette histoire se déroule après que la Chatte Noire a effleuré la mort dans PP:SSM #76. | Cette histoire se déroule après que la Chatte Noire a effleuré la mort dans PP:SSM #76. | Cette histoire se déroule après que la Chatte Noire a effleuré la mort dans PP:SSM #76. | Cette histoire se déroule après que la Chatte Noire a effleuré la mort dans PP:SSM #76. |
| | | | | |
| 240 | (Wings of Vengeance!) | Roger Stern | John Romita Jr. | Mai 1983 |
| Peter se réveille dans son appartement à la suite d'un cauchemar. Tandis que le Vautour prépare son grand retour en maison de retraite, Amy Powell se rend chez Peter pour lui parler, mais il est déjà parti. Spidey se rend chez May et passe devant me General Techtronics Lab, le laboratoire de recherche où il a été piqué par l'araignée radioactive. Peter se rappelle sa vie au lycée Midtown et remarque qu'il n'y est plus retourné depuis la fin de la Terminale. Arrivé chez sa tante, il apprend que le Vautour attaque une exposition à New York. Après un combat aérien, Spidey s'écrase au sol. | | | | |
| Remarques | Cette histoire se déroule après les évènements de PP:SSM #77. | Cette histoire se déroule après les évènements de PP:SSM #77. | Cette histoire se déroule après les évènements de PP:SSM #77. | Cette histoire se déroule après les évènements de PP:SSM #77. |
| | | | | |
| 241 | (In the Beginning...) | Roger Stern | John Romita Jr. et Frank Giacoia | Juin 1983 |
| Spidey reprend ses esprits et apprend que le Vautour a enlevé un scientifique, Bestman, et l'a transporté sur Staten Island. S'accrochant à un hélicoptère, il rejoint l'entrepôt où le Vautour règle ses comptes avec son ancien ami. May invite Anna et Mary Jane Watson à revenir à New York pour le week-end. Spidey prend en photo l'arrestation du Vautour par la police, qu'il vend au Bugle. Amy Powell l'invite à dîner. | | | | |
| | | | | |
| 242 | (Confrontations!) | Roger Stern | John Romita Jr. | Juillet 1983 |
| Le semestre commençant la semaine suivante, Peter se rend à ESU pour savoir s'il a été exclu ou pas de son master. Il ne trouve pas ses résultats aux partiels affichés au mur. Il rencontre son professeur de biophysique, qui lui apprend que Debra a quitté ESU et est retournée vivre dans le Midwest du fait d'une dépression nerveuse, qu'elle a eu en apprenant que Peter était Spider-Man (voir PP:SSM). Peter apprend de Lance Bannon qu'Amy faisait sembler de s'intéresser à lui pour rendre Lance jaloux, et il prend un rendez-vous avec elle le soir-même pour s'expliquer. Dans l'après-midi, Spidey est attaqué par des robots commandés à distance par le Penseur Fou, qui est en prison. Il les bat et rentre chez lui. Amy l'attend et l'embrasse au moment où Mary Jane rentre dans son appartement. | | | | |
| Remarques | Cette histoire se déroule après les évènements de Marvel Team-Up #129-130 et de PP:SSM #79. | Cette histoire se déroule après les évènements de Marvel Team-Up #129-130 et de PP:SSM #79. | Cette histoire se déroule après les évènements de Marvel Team-Up #129-130 et de PP:SSM #79. | Cette histoire se déroule après les évènements de Marvel Team-Up #129-130 et de PP:SSM #79. |
| | | | | |
| 243 | (Options) | Roger Stern | John Romita Jr. | Août 1983 |
| Peter explique la situation à Mary Jane. Une fois qu'elle est partie, il se rend en tant que Spider-Man au laboratoire de Curtis Connors à ESU pour lui demander d'analyser un morceau de l'androïde contre lequel il s'est battu dans l'après-midi. Arrive alors le professeur de biophysique de Peter Parker, avec les copies du partiel ; Spidey voit sa copie, et apprend qu'il a validé son semestre et peut passer en deuxième année de master. Il entend à la radio qu'il y a une prise d'otages dans une église avoisinante, s'infiltre dans la chapelle et bat les preneurs d'otage. Il rend visite à Felicia Hardy à l'hôpital, mais quelque chose qu'elle dit lui rappelle Mary Jane. Rentrant chez lui en se balançant de toile en toile, il se dit qu'il doit oublier Mary Jane et Gwen. Il prend la décision d'arrêter provisoirement ses études et quitter ESU. | | | | |
| | | | | |
| 244 | (Ordeals!) | Roger Stern | John Romita Jr. | Septembre 1983 |
| A ESU, Peter obtient de son directeur de programme pour faire une césure pour une durée indéfinie. Revenant d'un dîner avec sa femme Liz et Mary Jane, Harry découvre qu'il y a eu un nouveau cambriolage à Oscorp. Ces attaques sont organisées par le Hobgoblin, qui gère ses affaires depuis un manoir reculé. | | | | |
| Remarques | Cette histoire se déroule après la bataille contre le Punisher de PP:SSM #81-83. | Cette histoire se déroule après la bataille contre le Punisher de PP:SSM #81-83. | Cette histoire se déroule après la bataille contre le Punisher de PP:SSM #81-83. | Cette histoire se déroule après la bataille contre le Punisher de PP:SSM #81-83. |
| | | | | |
| 245 | (Sacrifice Play) | Roger Stern | John Romita Jr. | Octobre 1983 |
| Spidey rencontre le procureur général de New York pour lui poser des questions sur les cambriolages du Hobgoblin, mais il refuse de répondre. Spidey craint pour son identité secrète : le Hobgoblin vole Oscorp parce qu'il sait que Norman Osborn avait créé l'attirail de son alter ego, le Bouffon Vert ; or, si Norman a écrit quelque part que Spider-Man était Peter Parker, le Hobgoblin connaît nécessairement son identité secrète également. Retournant au Bugle, Peter est invité à dîner par Betty Leeds. Il découvre que Mary Jane a aussi été invitée, mais Peter lui en veut encore d'avoir décliné sa demande en mariage. Le Hobgoblin, hospitalisé à la suite d'un accident dans son laboratoire, s'échappe de l'hôpital. Spidey bat le Hobgoblin, mais il apprend que ce n'était qu'un leurre, un homme banal hypnotisé par le véritable maître du crime. | | | | |
| | | | | |
| 246 | (The Daydreamers) | Roger Stern | John Romita Jr. | Novembre 1983 |
| A l'hôpital, Felicia Hardy fait un rêve où Spidey retire son masque. Cela la laisse pensive, car elle n'a toujours pas vu le visage de Spider-Man. Au même moment, JJJ rêve de battre Spider-Man de ses propres poings. Mary Jane rêve qu'elle est une comédienne célèbre, mais son rêve se transforme en cauchemar lorsqu'elle pense à sa sœur, Gayle. Peter rêve de gagner le prix Pulitzer et de permettre de faire progresser le monde en trouvant un remède à des maladies incurables. | | | | |
| Remarques | Première apparition de Gayle Watson. | Première apparition de Gayle Watson. | Première apparition de Gayle Watson. | Première apparition de Gayle Watson. |
| | | | | |
| 247 | (Interruptions) | Roger Stern | John Romita Jr. | Décembre 1983 |
| Peter est invité à dîner par May et Anna avec Mary Jane. Il traque ensuite un malfrat qui, pense-t-il, détient des informations sur l'identité réelle du Hobgoblin. Au même moment, à l'autre bout de la ville, commence à s'équiper Thunderball. | | | | |
| Remarques | Cette histoire se déroule après que Peter a appris que la ville paierait les frais d'hôpital de Felicia Hardy (PP:SSM #84). | Cette histoire se déroule après que Peter a appris que la ville paierait les frais d'hôpital de Felicia Hardy (PP:SSM #84). | Cette histoire se déroule après que Peter a appris que la ville paierait les frais d'hôpital de Felicia Hardy (PP:SSM #84). | Cette histoire se déroule après que Peter a appris que la ville paierait les frais d'hôpital de Felicia Hardy (PP:SSM #84). |
| | | | | |
| 248 | | | | Janvier 1984 |
| | (And He Strikes Like a Thunderball) | Roger Stern | John Romita Jr. | |
| Spidey et Thunderball s'affrontent, et un faux mouvement de Thunderball l'électrocute. Il est arrêté par la police. | | | | |
| | (The Kid who Collects Spider-Man) | Roger Stern | Ron Frenz | |
| Le Bugle publie un article sur Timothy Harrison, un enfant de neuf ans, hospitalisé, qui collectionne tous les articles de journaux liés à son héros, Spider-Man. Peter décide de lui rendre visite et lui raconte comment il est devenu Spider-Man. A la fin de leur conversation, il décide de retirer son masque et de lui révéler son identité. Lorsque Spidey quitte l'hôpital, le narrateur révèle la dernière ligne de l'article du Bugle : Timmy est atteint d'un cancer en phase terminale et n'a plus que quelques jours à vivre. | | | | |
| | | | | |
| 249 | (Secrets) | Roger Stern | John Romita Jr. | Février 1984 |
| Le week-end approchant, Peter est invité à la villa de Harry et de Liz. Ils ont également invité Mary Jane. Pendant ce temps, JJJ explique à sa femme Marla que quelqu'un a découvert qu'il était à l'origine du programme qui avait transformé Mac Gargan en le Scorpion, et que cette personne est en train de le faire chanter. Harry reçoit une lettre anonyme de quelqu'un qui lui annonce que son père était le Bouffon Vert, et qui veut également le faire chanter. Peter repense à la mort de Gwen et à sa vengeance. Il propose à Harry de l'aider. Harry et Jameson se rendent le lendemain à une réunion dans un club select de New York. Les rideaux s'ouvrent et révèlent le Hobgoblin. | | | | |
| Remarques | Cette histoire se déroule après ASM Annual #17. | Cette histoire se déroule après ASM Annual #17. | Cette histoire se déroule après ASM Annual #17. | Cette histoire se déroule après ASM Annual #17. |
| | | | | |
| 250 | (Confessions) | Roger Stern | John Romita Jr. | Mars 1984 |
| Le Hobgoblin s'échappe, et Peter ne réussit pas à le rattraper. Après avoir dîné avec Harry, il enfile son costume pour aller parler avec Jonah, qui est en train d'écrire un article d'aveu, où il admet avoir créé le Scorpion. Spidey se bat contre le Hobgoblin et fait exploser son dépôt où ce dernier conservait toutes ses informations confidentielles avec lesquelles il faisait chanter Jameson, Harry et d'autres encore. | | | | |
| | | | | |
| 251 | (Endings) | Roger Stern et Tom DeFalco | John Romita Jr. | Avril 1984 |
| Spidey et Hobgoblin sont à terre. L'adversaire de l'Araignée se relève plus vite et appelle à distance un fourgon blindé créé par Norman Osborn pour écraser Spider-Man, qui réussit à s'accrocher au fourgon au dernier moment. Alors que le fourgon fonce vers la rivière Hudson, Spidey entre à l'intérieur et bat le Hobgoblin. Il s'échappe tandis que le fourgon coule au fond du fleuve. L'Araignée trouve le masque de son adversaire qui remonte à la surface. Après avoir repris ses esprits, Spidey retrouve Jameson et lui dit qu'il peut annuler sa confession publique au sujet du Scorpion. Ayant déjà publié l'article, Jameson décide de quitter son poste de rédacteur-en-chef du Bugle, et le laisse à Robbie Robertson. Alors que l'Araignée se balance de toile en toile dans la ville, son sens d'araignée l'alerte d'un grand danger. Il suit son instinct et se rend au milieu de Central Park, où il trouve une grande structure qui semble venue d'un autre monde. Lorsqu'il s'en approche, il se retrouve téléporté dans une autre galaxie. | | | | |
| Remarques | Spider-Man bat le Hobgoblin. Jameson quitte le poste de rédacteur-en-chef du Bugle, mais en reste propriétaire. | Spider-Man bat le Hobgoblin. Jameson quitte le poste de rédacteur-en-chef du Bugle, mais en reste propriétaire. | Spider-Man bat le Hobgoblin. Jameson quitte le poste de rédacteur-en-chef du Bugle, mais en reste propriétaire. | Spider-Man bat le Hobgoblin. Jameson quitte le poste de rédacteur-en-chef du Bugle, mais en reste propriétaire. |
| | | | | |

- Cet article est partiellement ou en totalité issu de l'article intitulé « Liste des épisodes de Spider-Man » (voir la liste des auteurs).